# Фельми, Хельмут
Хельмут Фельми (нем. Hellmuth Felmy; 28 мая 1885 — 14 декабря 1965) — германский генерал и военный преступник, во время Второй мировой войны командовал войсками в оккупированной Греции и Югославии. Будучи высокопоставленным офицером люфтваффе Хельмут Фельми был осужден в 1948 году после окончания Нюрнбергского процесса над генералами юго-восточного фронта.

## Биография
Родился 28 мая 1885 года в Берлине. 
В 1904 году вступил в ряды Германской имперской армии, а в 1912 году поступил в летную школу, чтобы стать пилотом Имперских военно-воздушных сил Германии. 
Во время Первой мировой войны командовал эскадрильей на Ближневосточном театре военных действий. 
После окончания войны продолжил службу: числился в пехотных и авиационных частях рейхсвера Веймарской республики. 4 февраля 1938 года ему было присвоено звание генерала авиации.
К началу Второй мировой войны командовал 2-м воздушным флотом люфтваффе. 12 января 1940 года был уволен с военной службы из-за Мехеленского инцидента и заменён Альбертом Кессельрингом. Репутация его сыновей, также военнослужащих люфтваффе, была запятнана. В попытке реабилитировать свою семью вступил в Национал-социалистическую немецкую рабочую партию.
В мае 1941 года Верховное командование вермахта назначило Хельмута Фельми командиром секретной миссии «Sonderstab F», которая окончилась провалом в Королевстве Ирак. Хотя был генералом авиации, он не отвечал за командование авиационного соединения «Sonderstab F». Миссия продолжалась с 20 мая по 20 июня 1941 года. Хельмут Фельми осуществлял контроль над миссией в Ираке из оккупированной Греции.
После провала миссии в Ираке Хельмут Фельми был назначен командующим группой армий в Южной Греции. С 1942 по 1943 год оставался в Греции и командовал «подразделением специального назначения», названным в его честь (z. B. V. Felmy). В эту часть, которую стали называть «корпус F», набирали выходцев с Ближнего Востока, Индии, а также Африки. Её планировалось задействовать после того, как вермахт захватит Кавказ и вторгнется в Иран, после чего предполагалось организовать антибританские восстания местного населения. При этом часть также была укомплектована немецкими солдатами и офицерами. В сентябре 1942 года часть была переброшена в город Сталино (Донецк). 6 октября 1942 года Гитлер лично отдал приказ Фельми «как можно скорее прервать сообщение по железной дороге» Астрахань-Кизляр. 15 октября 1942 года в районе селения Ачикулак начались продлившиеся почти три месяца бои между частью Фельми и 4-м гвардейским Кубанским казачьим кавалерийским корпусом. В феврале 1943 года потерявший к этому моменту не менее половины личного состава «корпус F» был переброшен в Югославию. 
С 1943 по 1944 год Фельми командовал 68-м армейским корпусом германской армии. В конце 1944 года 68-й армейский корпус был переброшен из Греции в Югославию. С 1944 по 1945 год командовал 34-м армейским корпусом. В 1945 году 34-й корпус потерпел поражение во время общего наступления югославских партизан в марте и апреле.
В 1948 году во время Процесса по делу о заложниках в Нюрнберге был осужден за военные преступления в Греции и приговорён к 15 годам лишения свободы. Приговор был пересмотрен Дэвидом Пеком и его освободили досрочно 15 января 1951 года. 14 декабря 1965 года Хельмут Фельми умер в Дармштадте, Западная Германия.

## Награды
- Орден Короны 4-го класса (королевство Пруссия)
- Железный крест (1914) 2-го и 1-го класса (королевство Пруссия)
- Королевский орден Дома Гогенцоллернов рыцарский крест с мечами (королевство Пруссия)
- Ганзейский крест Гамбурга
- Крест «За военные заслуги» 3-го класса с воинскими украшениями и мечами (Австро-Венгрия)
- Железный Полумесяц (Османская империя)
- Серебряная медаль Имтияз с саблями (Османская империя)
- Серебряная медаль Лиакат с саблями (Османская империя)
- Знак военного лётчика (королевство Пруссия)
- Медаль «За выслугу лет в вермахте» с 4-го по 1-й класс
- Пряжка к Железному кресту (1939) 2-го и 1-го класса
- Немецкий крест в золоте (16 января 1945)

## Наследие
В 2007 году были опубликованы записи Хельмута Фельми о Рейхскомиссариате Кавказ в соавторстве с Вальтером Варлимонтом под названием «The Cossack Corps».
Его сын Хансйёрг Фельми (1931—2007) стал успешным актёром, играл в фильме «Разорванный занавес».